# Novoolenivka (Novooleksandrivka), Zaporijjea
Novoolenivka (în ucraineană Новооленівка) este un sat în comuna Novooleksandrivka din raionul Zaporijjea, regiunea Zaporijjea, Ucraina.

## Demografie
Componența lingvistică a localității Novoolenivka
     Ucraineană (91,95%)
     Rusă (8,05%)
Conform recensământului din 2001, majoritatea populației localității Novoolenivka era vorbitoare de ucraineană (91,95%), existând în minoritate și vorbitori de rusă (8,05%).